# Aldgate (metropolitana di Londra)
Aldgate  è una stazione della Metropolitana di Londra, servita dalle linee Circle e Metropolitan.

## Storia

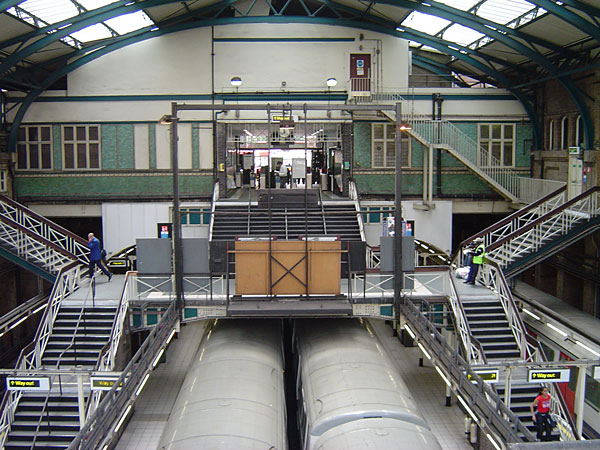
Vista dall'alto della stazione

La stazione fu inaugurata il 18 novembre de 1878, con l'estensione verso sud di Tower Hill aperta il 25 settembre 1882. I servizi che collegavano Aldgate un tempo scorrevano molto più ad ovest di quanto non facciano oggi, raggiungendo più o meno Richmond, ed alcuni treni venivano utilizzati anche per giungere da Aldgate ad Hammersmith (l'attuale Hammersmith & City line oggi esclude tale stazione). Divenne il capolinea della Metropolitan Line soltanto nel 1941; fino ad allora i treni della Metropolitan Line viaggiavano fino al capolinea meridionale della East London Line.

### Gli attentati del 2005
Il 7 luglio 2005, una delle quattro bombe degli attentati a Londra fu fatta esplodere alle 9:49 (GMT+1) del mattino da Shehzad Tanweer su un treno della Circle Line che aveva da poco lasciato la fermata di Liverpool Street ed era quasi vicino ad Aldgate al momento della detonazione. Sette pendolari hanno perso la vita in questo tragico crimine. Tra tutte le stazioni della metropolitana colpite dai bombardamenti, Aldgate è stata la prima ad essere stata riaperta e messa in sesto dopo le operazioni di restauro, a seguito di un periodo in cui la polizia setacciava i binari alla ricerca di prove. Una volta che il tunnel danneggiato fu riparato dai tecnici della Metronet, la linea venne riaperta, consentendo anche alla Metropolitan Line di essere restaurata. Tutti i treni, fino a quel momento, erano stati costretti a fermarsi due stazioni prima, a Moorgate.

## Strutture e impianti
La stazione è situata all'interno della Travelcard Zone 1.

## Interscambi
Nelle vicinante della stazione effettuano fermata numerose linee automobilistiche di superficie urbane, gestite da London Buses.
- Fermata autobus